# Clash at the Castle: Scotland
Clash at the Castle: Scotland foi um evento de luta livre profissional de 2024 produzido pela promoção americana WWE. Foi o segundo evento do Clash e o último intitulado "Clash at the Castle". Aconteceu no dia 15 de junho de 2024, no OVO Hydro em Glasgow, na Escócia. O evento foi transmitido via pay-per-view (PPV) e transmissão ao vivo e foi realizado para lutadores das divisões das marcas Raw e SmackDown da promoção. Este foi o primeiro evento PPV e livestreaming da WWE a ser realizado na Escócia.
Cinco lutas foram disputadas no evento. No evento principal, Damian Priest derrotou Drew McIntyre para reter o Campeonato Mundial dos Pesos Pesados do Raw. Em outra luta de destaque, que foi a primeira da noite, Cody Rhodes derrotou AJ Styles em uma luta "I Quit" para reter o Campeonato Indiscutível da WWE do SmackDown.

## Produção

### Introdução
Em setembro de 2022, a promoção americana de luta profissional WWE realizou um evento em Cardiff, País de Gales, chamado Clash at the Castle. Seu título era uma referência ao Castelo de Cardiff, localizado próximo ao local do evento, o Estádio do Principado. Este foi o primeiro grande evento pay-per-view (PPV) e transmissão ao vivo da WWE a ser realizado no Reino Unido desde o Insurrextion em 2003, e em um estádio do Reino Unido desde o SummerSlam de 1992.

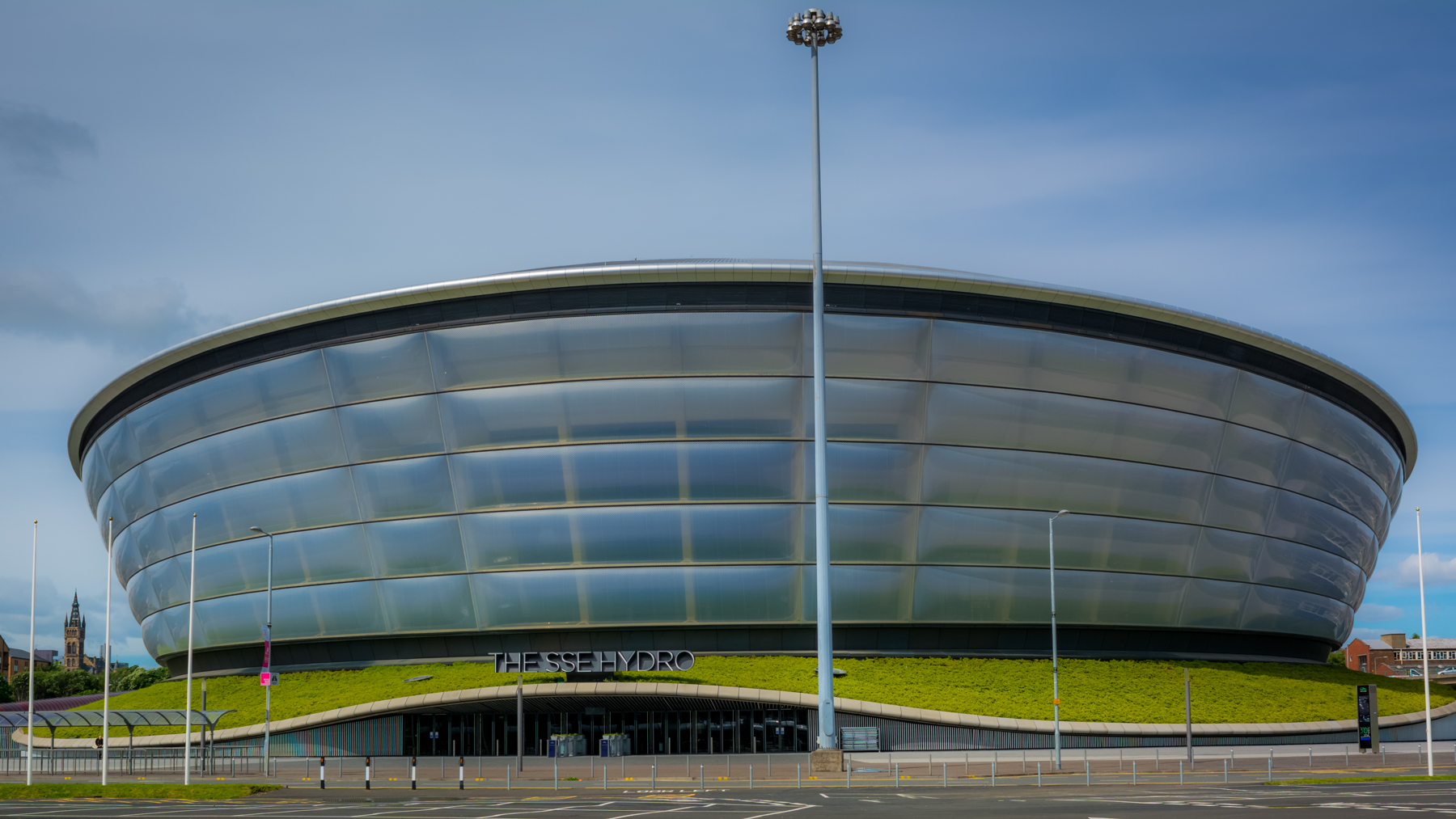
O evento foi realizado no OVO Hydro em Glasgow, Escócia.

Durante o episódio de 1º de abril de 2024 do Monday Night Raw, foi anunciado que um segundo Clash at the Castle aconteceria em 15 de junho de 2024. Sua localização foi confirmada no dia seguinte como OVO Hydro em Glasgow, Escócia. Isso marca o primeiro evento PPV e transmissão ao vivo da WWE a ser realizado no país, além de estabelecer o Clash at the Castle como um evento recorrente no Reino Unido. Ele foi ao ar em PPV em todo o mundo e nos serviços de transmissão ao vivo Peacock nos Estados Unidos e na WWE Network na maioria dos mercados internacionais e contou com lutadores das marcas Raw e SmackDown. Também foi anunciado que o episódio da noite anterior do Friday Night SmackDown seria realizado no mesmo local. Os ingressos foram colocados à venda no dia 26 de abril com pacotes combinados disponíveis.

### Rivalidades
O evento incluiu lutas que resultaram de histórias roteirizadas. Os resultados foram predeterminados pelos escritores da WWE nas marcas Raw e SmackDown, enquanto as histórias foram produzidas nos programas de televisão semanais da WWE, Monday Night Raw e Friday Night SmackDown.
Na noite 2 da WrestleMania XL em 7 de abril, Drew McIntyre venceu o Campeonato Mundial de Pesos Pesados. Após a luta, McIntyre provocou o comentarista convidado especial CM Punk, de quem ele zombava há meses, apenas para Punk atacá-lo. Damian Priest posteriormente descontou seu contrato Money in the Bank em McIntyre para ganhar o título. No episódio do Raw de 13 de maio, Priest concordou em dar uma revanche a McIntyre assim que ele fosse clinicamente liberado de uma lesão no cotovelo. No King and Queen of the Ring em 25 de maio, o diretor de conteúdo da WWE, Paul "Triple H" Levesque, anunciou que McIntyre foi clinicamente liberado para ação no ringue e que Priest defenderia o título contra McIntyre no país natal deste último, a Escócia, no Clash at the Castle: Scotland.
No episódio de 10 de maio do SmackDown, Chelsea Green e Piper Niven ficaram descontentes depois que a Campeã Feminina da WWE Bayley disse que estava ansiosa para ver Jade Cargill no torneio Queen of the Ring; Cargill estava programada para enfrentar Niven mais tarde naquela noite, onde Niven perdeu. Green e Niven continuaram a provocar Bayley, e uma luta sem título entre Bayley e Green ocorreu no episódio de 24 de maio, onde Bayley venceu. No episódio seguinte, Green e Niven atacaram violentamente Bayley, e mais tarde naquela noite, ambos derrotaram Bayley em uma luta de duplas. Mais tarde, uma partida entre Bayley e Niven pelo Campeonato Feminino da WWE foi agendada no país natal de Niven no Clash at the Castle: Scotland.

## Resultados
| Nº                                          | Resultados | Estipulações | Tempo |
| ------------------------------------------- | --- | --- | ----- |
| 1                                           | Cody Rhodes (c) derrotou AJ Styles                                                                               | Luta "I Quit" pelo Campeonato Indiscutível da WWE | 27:45 |
| 2                                           | The Unholy Union (Alba Fyre e Isla Dawn) derrotou Bianca Belair e Jade Cargill (c) e Shayna Baszler e Zoey Stark | Luta Triple Threat de duplas pelo Campeonato de Duplas Femininas da WWE                                                                                                  | 12:10 |
| 3                                           | Sami Zayn (c) derrotou Chad Gable (com Otis e Maxxine Dupri)                                                     | Luta individual pelo Campeonato Intercontinental da WWE | 22:15 |
| 4                                           | Bayley (c) derrotou Piper Niven (com Chelsea Green)                                                              | Luta individual pelo Campeonato Feminino da WWE | 13:30 |
| 5                                           | Damian Priest (c) derrotou Drew McIntyre                                                                         | Luta individual pelo Campeonato Mundial dos Pesos Pesados The Judgment Day ("Dirty" Dominik Mysterio, Finn Bálor e JD McDonagh) foi proibido de ficar à beira do ringue. | 20:20 |
| (c) – Refere-se aos campeões antes da luta. | | |       |